# Melipona paraensis
Melipona paraensis là một loài Hymenoptera trong họ Apidae. Loài này được Ducke mô tả khoa học năm 1916.